# Gal Gadot
Gal Gadot Varsano (hebreiska: גל גדות-ורסנו), född 30 april 1985 i Rosh Ha‘Ayin, är en israelisk fotomodell, skådespelare och producent.

## Biografi
Gal Gadot föddes i en ashkenazi-judisk familj. Vid 18 års ålder vann hon Miss Israel 2004. Hon tjänstgjorde därefter två år i Israels försvarsmakt som instruktör i kondition/stridsberedskap.
Gadot är bland annat känd för sin roll som Wonder Woman/Diana Prince i DC:s film-universum "DCEU" (DC Extended Universe). Hon spelade titelrollen i filmerna Wonder Woman (2017) och Wonder Woman 1984 (2020). I filmerna Batman v Superman: Dawn of Justice (2016), Justice League (2017), Shazam! Fury of the Gods (2023) och The Flash (2023) medverkar hon i biroller.
År 2008 gifte sig Gadot med Yaron Varsano. Paret har två döttrar.

## Filmografi (i urval)
- 2007 – Bubot (TV-serie)
- 2009 – Entourage (TV-serie)
- 2009 – The Beautiful Life (TV-serie)
- 2009 – Fast & Furious
- 2010 – En galen natt
- 2010 – Knight and Day
- 2011 – Fast & Furious 5
- 2011 – Asfur (TV-serie)
- 2013 – Fast & Furious 6
- 2014 – Kicking Out Shoshana
- 2015 – Fast & Furious 7
- 2016 – Criminal
- 2016 – Triple 9
- 2016 – Batman v Superman: Dawn of Justice
- 2016 – Keeping Up with the Joneses
- 2017 – Wonder Woman
- 2017 – Justice League
- 2018 – Röjar-Ralf kraschar internet (röst)
- 2019 – Between Two Ferns: The Movie
- 2020 – Wonder Woman 1984
- 2021 – Zack Snyder's Justice League
- 2021 – Red Notice
- 2022 – Death on the Nile
- 2023 – Shazam! Fury of the Gods
- 2023 – Fast X (cameo)
- 2023 – The Flash (cameo)
- 2023 – Heart of Stone
- 2025 – In the Hand of Dante